# 余曦
余曦，中国内地编剧、导演、剪接师，曾获金鸡奖最佳编剧奖。

## 简介
余曦是四川绵阳人，2007年毕业于清华大学工业工程系，后进入香港浸会大学电影学院学习电影制作，2010年，凭自编自导的剧情短片《堰塞》，获第5届鲜浪潮国际短片节公开组最佳剧本奖，并因此受邀加入银河映像编剧组，师随韦家辉，曾参与杜琪峰导演的《毒战》《盲探》《单身男女2》等电影剧本，两度获得香港电影评论学会大奖最佳编剧奖。2021年，凭借电影获得第34届中国电影金鸡奖、第16届中国长春电影节“金鹿奖”最佳编剧奖。

## 作品

### 编剧
- 2012年：《毒战》
- 2013年：《盲探》
- 2014年：《单身男女2》
- 2021年：《1921》
- 2024年：《孤星计划》